# 캔자스 볼링
캔자스 볼링(Kansas Bowling, 1996년 8월 2일 ~ )은 미국의 영화 감독, 영화 각본가, 촬영감독, 배우이다. 2016년 영화 《B.C. 버처》로 감독 데뷔하였다.

## 작품 목록

### 연출
- B.C. 버처 (2016)

### 배우
- 원스 어폰 어 타임 인 할리우드 (2019) - 샌드라 굿("블루") 역